# Bugsuk
Bugsuk es una isla situada en Filipinas, adyacente a la de Paragua, en el grupo de Balábac.
Administrativamente esta isla de Bugsuk queda dividida entre los barrios de Nueva Cagayancillo (Bugsuk) y de Sebaring, barrios del municipio filipino de Balábac  de tercera categoría perteneciente a la provincia  de Paragua en  Mimaro,  Región IV-B de Filipinas.

## Geografía
Esta isla se encuentra situada al sur de Isla de La Paragua, frente al cabo de Rawnsley, al este de  isla de Pandanán; al oeste de Isla Úrsula.
La isla tiene una extensión superficial de aproximadamente 122 km², 13.800 metros de largo, en dirección norte-sur, y unos 8.300 metros de ancho. Situada 9.000 metros al sur  de Isla de La Paragua, cabo Rawnsley. Setecientos metros al oeste se encuentra isla de Pandanán.

### Costa
Frente a  la costa norte, donde desemboca el río del Bugsuk,  se encuentra el islote de Bowen frente a cabo Sincab. En el nordeste se encuentra cabo  Baringbaring.
La isla de Manlangule (Mantangule Island) se encuentra al suroeste y entre esta y la de Bugsuk las islas menores de Byan, Gabung y Apo (Cardany Island).

### Demografía
El barrio  de Bugsuk (New Cagayancillo) contaba  en mayo de 2010 con una población de 816 habitantes, mientras que el de Sebaring contaba con 901, lo que supone un total de 1.717.
Comprende los sitios de Apo, Bugsuk y Sebaring.

## Historia
Balábac formaba parte de la provincia española de  Calamianes, una de las 35 del archipiélago Filipino, en la parte llamada de Visayas. Pertenecía a la audiencia territorial  y Capitanía General de Filipinas, y en lo espiritual a la diócesis de Cebú.
De la provincia de Calamianes se segrega la Comandancia Militar del Príncipe, con su capital en Príncipe Alfonso, en honor del que luego sería el rey Alfonso XII, nacido en 1857.